# Kanal Nelson
Kanal Nelson (eng. Nelson Channel) je plovni kanal između otoka Candlemas i Vindication u otočju Candlemas, koje se nalazi sa sjeveru otočja Južni Sandwich.

## Povijest
Prvi ga je grubo ucrtao kapetan James Cook, koji je otkrio ove otoke 1775. Osoblje Discovery Investigations-a na Discoveryju II ponovno ga je 1930. godine nazvalo "Nelsonov tjesnac" po poručniku Andrewu Laidlawu Nelsonu, pričuvi Kraljevske mornarice, glavnom časniku i navigatoru broda. Ime je izmijenjeno kako bi se izbjeglo dupliranje s Nelsonovim tjesnacem u otočju Južni Shetland.